# Talbrücke Holledau
Die  Talbrücke Holledau überspannt bei Geisenhausen eine Talsenke und überführt die Bundesautobahn 9. Sie steht beim Autobahnkilometer 485,4 zwischen der Raststätte „In der Holledau“ und der Anschlussstelle Pfaffenhofen.

## Geschichte
Das denkmalgeschützte Bauwerk entstand im Zuge des Baus der Reichsautobahn zwischen Nürnberg und München. Der Architekt Georg Gsaenger gestaltete es. Baubeginn des damals 330 m langen Bauwerks war im Juli 1937. Die Brücke mit der Richtungsfahrbahn nach München wurde am 4. November 1938 eingeweiht. Die Fertigstellung und Verkehrsübergabe der Richtungsfahrbahn nach Nürnberg folgte im August 1939. Die Baukosten betrugen sechs Millionen Reichsmark.
Am 28. April 1945 sprengte die Wehrmacht das Bauwerk. 1949 war der Wiederaufbau abgeschlossen. Zwischen 1978 und 1979 ließ die Autobahndirektion Südbayern im Zuge der Verbreiterung der Autobahn auf drei Fahrstreifen in jeder Richtung die Brücken umbauen. Die Baukosten lagen bei 12,5 Millionen DM.

## Konstruktion
Jede Richtungsfahrbahn wird von einer eigenen, 10,7 m breiten, bis zu 27 m hohen Gewölbebrücke getragen. Der lichte Abstand in Querrichtung zwischen den Brückenpfeilern beträgt 12,1 m. In Längsrichtung weist das ursprünglich 330 m lange Bauwerk 16 Öffnungen mit halbkreisförmigen Bögen auf. Die Pfeilerachsabstände betragen 20,7 m. Die Sichtflächen der Brücken sind mit verschiedenfarbigen Granitplatten verkleidet.
Bei der Verbreiterung Ende der 1970er sollte das Aussehen der Brücke möglichst wenig verändert werden. Es wurde in die alte Konstruktion zwischen die Seitenwände aus Granit eine Spannbetonbrücke eingebaut. Sie weist als Überbau für jede Richtungsfahrbahn einen zwischen 1,46 und 1,65 m hohen, zweistegigen Spannbetonplattenbalken auf. Das neue Brückentragwerk ist durch zusätzliche Felder an beiden Brückenden 392 m lang und hat neue Widerlager, die die Horizontalkräfte, beispielsweise aus Bremsen, in den Baugrund abtragen. In Brückenmitte befindet sich eine Dehnfuge.
Die beiden Fahrbahnplatten sind 20,85 m breit und kragen beidseitig weit aus. Dadurch wurde der Lichthof zwischen den Brücken geschlossen. Die Herstellung erfolgte feldweise mit einem Gerüstwagen, wobei die Stege voraus betoniert wurden. Neue Verpresspfähle in den alten Pfeilern tragen die Stahlbetonscheiben, auf denen der Überbau auf Lagern ruht. Zum Einbau der neuen Brückenkonstruktion wurde der alte Verfüllbeton abgetragen.